# A Vida de Joana d'Arc
A Vida de Joana d'Arc é um romance histórico brasileiro de Érico Veríssimo publicado originalmente em 1935.
Trata-se da biografia romanceada de Joana d'Arc, adaptada para o público infanto-juvenil.
Diz o autor, no prefácio da edição de 1960, que se apaixonou pela personagem quando assistiu ao filme mudo La Passion de Jeanne d'Arc (A Paixão de Joana d'Arc).